# Vapor Ygurey
El vapor Ygurey fue un buque de la Armada Paraguaya que combatió en la Guerra de la Triple Alianza.

## Historia
Gemelo del Paraguarí, el Ygurey fue el último de los barcos construidos en el astillero de Asunción del Paraguay, bajo la dirección del ingeniero Desiderio Trujillo sobre planos enviados desde Europa. Casi finalizada su construcción, Trujillo pasó la dirección a Carlos Cousinho, quien había sido contratado en Europa para la Dirección de los Arsenales en reemplazo de John Smith en mayo de 1862.
El Ygurey era un buque de vapor mixto con casco de madera (a diferencia del Paraguarí) aunque de sólida construcción, capaz de desarrollar una importante velocidad en un escenario fluvial. Tenía un desplazamiento de 548 toneladas, y una tripulación de 58 hombres. Incorporado a la armada paraguaya fue destinado junto al Paraguarí para la carrera a Montevideo en reemplazo del Ypora. 
En esas funciones, el 27 de septiembre de 1859 condujo a Francisco Solano López y su comitiva, quienes se encontraban en Buenos Aires para mediar en el conflicto entre la Confederación Argentina y el Estado de Buenos Aires, de regreso a Paraná.
Tras realizar 22 viajes al Río de la Plata, en vísperas del estallido de la Guerra del Paraguay el Ygurey pasó a los arsenales de Asunción para ser alistado en guerra.
El informe del ministro de Guerra y Marina coronel Venancio López Carrillo al mariscal Francisco Solano López del 14 de noviembre de 1864 indicaba que "el buque “Ygurey”, en su estado actual admite cuatro cañones en los costados, dos entre la cámara y máquina, cambiando el lugar de la escalera que va sobre la cámara de popa para aumentar el espacio, y dos más en la proa, delante de la cámara de ese lugar por el espacio existente; pero si hay que tocar las cámaras, admite más dos piezas sobre colizas en los costados (...) El “Ygurey” estará listo para el día 19 o el 20 del corriente (...) De combustible están atrasados, los que más tienen son el “Tacuarí” 40 toneladas, “Ygurey” 35 toneladas, “Ypora” 16 toneladas y el “Río Blanco” 30 toneladas." El día siguiente Venancio López Carrillo informaba que "En el “Ygurey” se ha hallado mas capacidad para colocar dos piezas más, de las cuatro que se había comunicado a V. E. como consta en el plano, si se sierra la boca de escotilla del rancho de proa."

### Campaña del Mato Grosso
El 14 de diciembre de 1864 una escuadrilla compuesta por los vapores Tacuarí (insignia), Paraguarí, Río Blanco, Ygurey e Ypora, el patacho Rosario, y las goletas Independencia y Aquidabán partió de Asunción iniciando la invasión del Mato Grosso.
El 27 de diciembre la escuadra bombardeó el fuerte de Coímbra y los buques imperiales Jaurú, Anhambay y Jacobina, que permanecían en un recodo del Río Paraguay al amparo del fuerte, que los brasileños abandonaron aprovechando la noche del 28 de diciembre.

### Ofensiva en el río Paraná
El 11 de abril de 1865 zarpó de Asunción con destino a la ciudad de Corrientes una flotilla compuesta por el Tacuarí, el Paraguarí, el Marques de Olinda, Ygurey y el Ypora. En la mañana del 13 de abril la escuadrilla al mando de Pedro Ignacio Meza se presentó en aguas de la ciudad argentina y tras un breve enfrentamiento capturó los vapores Gualeguay y 25 de Mayo que permanecían fondeados en desarme por reparaciones, y sin que mediara conocimiento de la ruptura.
Tras remolcar los buques capturados a Ita Pirú, colaboró en el pasaje de las tropas paraguayas al territorio argentino, partiendo luego a Asunción, donde arribó el 14 de mayo de 1865.
El 8 de junio de 1865 escoltó junto al Marques de Olinda, el Paraguari, Ygurey, Jejuí, Ypora, Salto Oriental, Río Blanco y Paraná al Tacuarí, que transportaba al mariscal Francisco Solano López a Humaitá.
A medianoche del 10 de junio la escuadra al mando del capitán de fragata Pedro Ignacio Mesa, encabezada por el Tacuarí (José María Martínez), y compuesta por el Ygurey al mando del entonces teniente Remigio Del Rosario Cabral Velázquez, segundo de la escuadra, del Marques de Olinda (teniente Ezequiel Robles), el Paraguari (teniente José Alonso), Jejuí (teniente Aniceto López), Ypora (Domingo Antonio Ortiz), Salto Oriental (teniente Vicente Alcaraz), Yberá (teniente Pedro Victorino Gill) y Piraveve (teniente Tomás Pereira) partió para atacar a la escuadra brasilera apostada frente al puerto de Corrientes.
Retrasados por un desperfecto en el Yberá fueron detectados por el buque Mearín en Punta de Santa Catalina.
A las 08:30 se inició el enfrentamiento entre ambas escuadras frente a la ciudad de Corrientes. En la acción, el Tacuarí, el Marques de Olinda y el Jejuí, así como tres chatas remolcadas, sufrieron serios daños.
La flota paraguaya siguió río abajo hasta las cercanías de la isla Lagraña, donde subió hasta fondear en la cercanía de la desembocadura del río Riachuelo.

#### Batalla del Riachuelo
El 11 de junio de 1865 se produjo el combate del Riachuelo. Tras liberar a la chata artillada que remolcaba, el Tacuarí se dirigió contra el Jequitinhonha que se encontraba varado en los bancos del Bañado Sur y era hostigado por las baterías del general Bruguez, que desde las barrancas de la costa del río hacía fuego contra el buque brasilero.
Al notar que el Parnaiba marchaba en auxilio del Jequitinhonha, el Tacuarí cambió de rumbo y se lanzó sobre el Parnaiba, sólo para abandonar la persecución al sumarse a la contienda los buques brasileros Araguary y Beberibe.
A las 18:00, y con importantes averías, dejó el campo de batalla escoltando a la escuadrilla río arriba.
Tras efectuar reparaciones de urgencia en Humaitá, regresó a Asunción el 7 de julio de 1865.
Ante las pérdidas sufridas, y reforzada la escuadra imperial con nuevos monitores, la flota paraguaya quedó reducida a funciones logísticas.

### Frente de Humaitá
En el mes de febrero de 1868 la escuadra brasilera recibió el refuerzo de los monitores que había mandado a construir y la escuadra, unidos los monitores a babor de los buques acorazados (el Barroso con el Río Grande, el Bahía con el Alagoas y el Tamandare con el Pará) comenzó a bombardear Humaitá y a hundir las chatas que actuaban como sostén de las cadenas que cerraban el paso, que consiguieron forzar. 
Ante la ofensiva, el Ygurey y el Tacuarí se ocultaron en el arroyo Hondo ocultándose del enemigo. Pese a la situación actuaron como transportes para trasladar tropas desde la guarnición de Laurel a Timbó y de Reducto Cierva a Humaitá. Durante el retiro de las tropas paraguayas de Humaitá, junto al Tacuarí trasladó gran parte de las tropas a Timbó. 
Ayudados por la creciente del río e inutilizadas las baterías de Timbó, el 23 de marzo de 1868 los buques brasileños finalmente se lanzaron sobre los paraguayos. El Ygurey fue hundido por los disparos del Barroso y del Río Grande, mientras que el Tacuarí, perseguido por el Bahía y el Pará, intentó inútilmente escapar por el arroyo Guaycurú y, tras desembarcar la tripulación, artillería y pólvora, dio fuego al navío y abrió rumbos para hundirlo.
El general Francisco Isidoro Resquín relataría que "El dicho día 23 de marzo bajaron del Tayi tres de los acorazados enemigos, forzando las baterías del Timbó, con el fin de apresar los dos vapores de madera que habían hecho el pasaje de las tropas. Sin embargo éstas se resistieron hasta colocarse bajo la protección de las baterías del Timbó, mandadas por el esforzado capitán Antonio Ortiz. Así protegidos pudieron liberarse de caer en poder del enemigo y recostarse en la parte del Chaco; pero en tal estado que uno de los vapores se fue a pique, y el otro quedó inutilizado, lográndose salvar sus cargamentos de artillería, caballos y algunas tropas, por la costa del río". 
Por su parte, el coronel Juan Crisóstomo Centurión recordaba que "Habiéndose encontrado el "Ygurey" en medio del río, lo echaron a pique, salvándose su tripulación por el Chaco."